# Джессор-Садар
Джессор-Садар (англ. Jessore Sadar, бенг. যশোহর সদর) — упазіла та місто в Бангладеш, розташоване на рукаві Бхайраб в Дельті Гангу, адміністративний центр округу Джессор. Місто має багато старинних будівель та храмів, стадіон, чотири коллежді — філії університету Раджшахі.

## Ресурси Інтернету
- Jessore Sadar Upazila Information[недоступне посилання з липня 2019] Jhenaidah District
- Jessore [Архівовано 19 вересня 2010 у Wayback Machine.] Encyclopaedia Britannica

| Бангладеш | Це незавершена стаття з географії Бангладеш. Ви можете допомогти проєкту, виправивши або дописавши її. |